# Édit du Bierzo

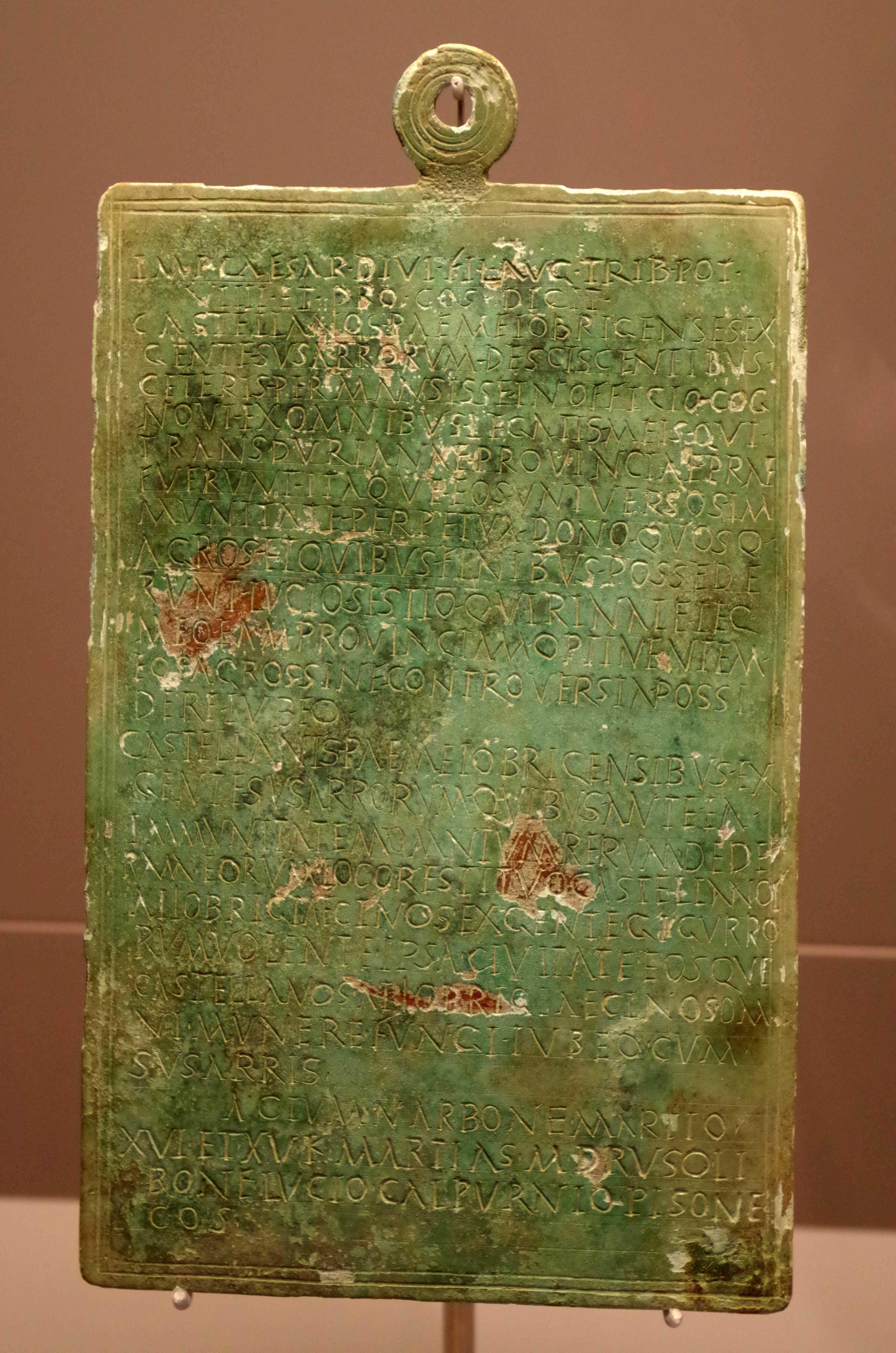
Photographie de l'édit du Bierzo, exposé au Musée Leon en Espagne.

L'édit du Bierzo est le nom le plus couramment utilisé pour désigner un document épigraphique retrouvé en 1999 en Espagne, dans la région du Bierzo, et dans des circonstances mal connues. 
Le document est une plaque de bronze de forme rectangulaire portant en son sommet un cercle destiné à permettre de la suspendre. Elle mesure 24,4 × 15,3 × 0,2 cm. Les lettres ont une hauteur de 0,65 cm environ.
Il retranscrit des décisions d'Auguste, prise sur deux jours alors qu'il séjournait à Narbonne en -15 et concernant le peuple des Paemeiobrigenses, leur statut, leur obligation fiscale envers Rome afin de les récompenser de leur fidélité.
Si le document a été accepté comme authentique par une partie des chercheurs, par exemple Géza Alföldy, son authenticité a aussi été remise en doute, en particulier par Patrick Le Roux.